# Accord sur les marchés publics
L'Accord sur les marchés publics (AMP) ou Accord plurilatéral sur les marchés publics est un accord international supervisé par l'OMC, visant à ouvrir les marchés publics aux entreprises des autres États signataires, sans discrimination, de manière transparente et ouverte.

## Histoire
L'accord sur les marchés publics a dans un premier temps été négocié dans l'Organisation de coopération et de développement économiques (OCDE) avant qu'il ne soit transféré au GATT, à la suite de la volonté de certains pays en développement d'y participer. La première mouture de cet accord est signée en 1979, avant d'entrer en application en 1981,.
Une première modification a lieu en 1986 pour élargir son champ d'application, cette modification est entrée en vigueur en 1988.
Il est renégocié en 1994 dans le cadre de la création de l'OMC. Cette version renégociée entre en vigueur le 1er janvier 1996,. Cette renégociation étend le périmètre de l'accord qui désormais inclut l'achat de services par les acteurs publics en plus des achats de biens. En parallèle, la Corée du Sud intègre l'accord.
En mars 2012, une nouvelle révision de cet accord est signée. Le 6 avril 2014, elle entre en vigueur,. Cette nouvelle révision porte essentiellement sur des points techniques sans élargir substantiellement la portée de l'accord.

## Membres

Carte des membres, des candidats et des observateurs de lAccord sur les marchés publics.
Membres
Candidats
Observateurs

Cet accord est signé par 45 États et 30 autres États sont liés à l'accord en tant d'observateurs. Parmi ces derniers 10 États ont commencé un processus d'adhésion à l'accord.
Les membres de cet accord sont :
- Canada : 1er janvier 1996
- États-Unis : 1er janvier 1996
- Israël : 1er janvier 1996
- Japon : 1er janvier 1996
- Norvège : 1er janvier 1996
- Suisse : 1er janvier 1996
- Union européenne (15 membres) : Allemagne, Autriche, Belgique, Danemark, Espagne, Finlande, France, Grèce, Irlande, Italie, Luxembourg, Pays-Bas, Portugal, Royaume-Uni, Suède : 1er janvier 1996
- Corée du Sud : 1er janvier 1997
- Hong Kong :19 juin 1997
- Liechtenstein : 18 septembre 1997
- Singapour :20 octobre 1997
- Islande :28 avril 2001
- Union européenne (25 membres) : Chypre, Estonie, Hongrie, Lettonie, Lituanie, Malte, Pologne, République slovaque, République tchèque et Slovénie : 1er mai 2004
- Union européenne (27 membres) : Bulgarie et Roumanie : 1er janvier 2007
- Taïwan : 15 juillet 2009
- Arménie : 15 septembre 2011
- Union européenne (28 membres) : Croatie : 1er juillet 2013
- Monténégro : 15 juillet 2015
- Nouvelle-Zélande : 12 août 2015